# Ida Halpern

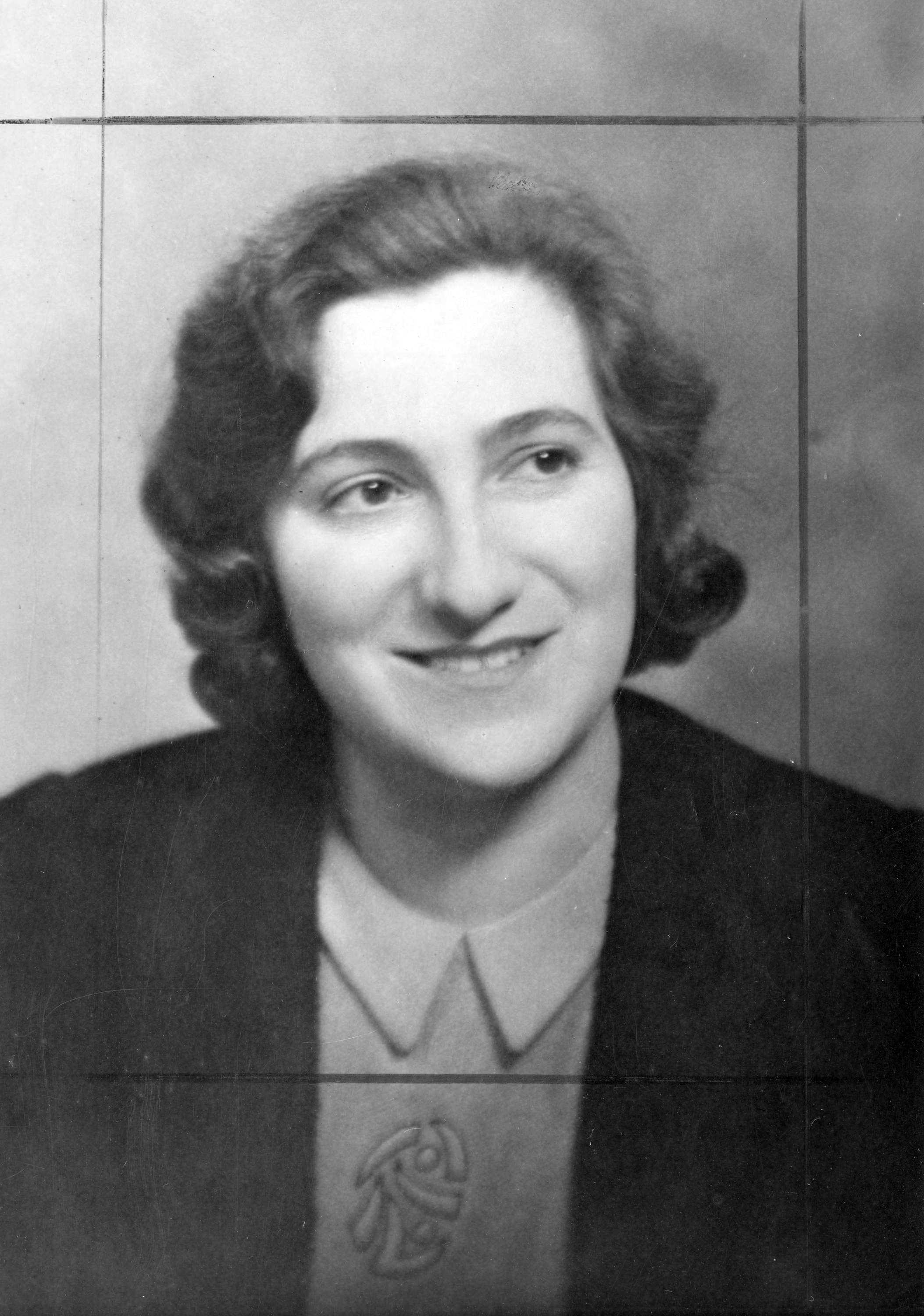
Ida Halpern 1943

Ida Halpern (geborene Ida Ruhdörfer; geb. 17. Juli 1910 in Wien, Österreich; gest. 7. Februar 1987 in Vancouver, Kanada) war eine österreichisch-kanadische Ethnomusikwissenschaftlerin.

## Biografie
Ida Halperns Eltern waren Sabine Ruhdörfer geb. Weinstock und Heinrich (eigentlich Hersch Meilech) Ruhdörfer, Besitzer einer Seidenkrawattenfabrik. Die Familie wohnte im jüdischen Viertel in der Wiener Leopoldstadt. Die Eltern trennten sich, als Ida noch sehr klein war. Sabine Ruhdörfer zog mit ihrer bettlägerigen Mutter und der kleinen Ida in eine Zweizimmerwohnung in der Kettenbrückengasse im Wiener Gemeindebezirk Margareten. Sabine Ruhdörfer kümmerte sich aufopfernd um ihre kranke Mutter und verwöhnte ihre Tochter. Obgleich das Geld knapp war, schickte sie sie an eine Privatschule und ermöglichte ihr Musikunterricht. Ida begann mit sechs Jahren Klavier zu lernen und war sofort von diesem Instrument fasziniert. Sie ging ab 1916 an eine öffentliche Grundschule und ab 1921 an ein privates Mädchen-Reformrealgymnasium. Dort studierte sie Griechisch, Latein, Französisch und deutsche Literatur, trieb Sport und entwickelte ihr Interesse für Musik weiter. 1929 erlangte sie ihre Matura. Die fünftägigen Prüfungen überstand sie mit schwerem Fieber, das sich ein rheumatisches Fieber wandelte. Sie musste fast ein Jahr im Krankenhaus verbringen. Ihr Herz erholte sich nie vollständig und da ein Klavierspielen über das normale Maß hinaus zu anstrengend für sie wurde, richtete sie ihr Interesse stattdessen auf die Musikwissenschaft. Nach der Entlassung aus dem Krankenhaus begann sie im Wintersemester 1929/1930 am Musikwissenschaftlichen Institut der Universität Wien zu studieren, wo sie bei Robert Lach, Egon Wellesz und Robert Haas lernte.
1933 lernte sie Georg Halpern (geb. 1912) kennen, der 1925 an derselben Universität seinen Doktor in Chemie erlangt hatte. Da Georg bei der Österreichischen Heilmittelstelle keine feste Anstellung hatte, warteten sie mit der Hochzeit. Durch einen Freund erhielt Georg Halpern endlich eine feste Stelle in Mailand, wo er eine pharmazeutische Fabrik aufbauen und leiten sollte. Am 19. November 1936 heirateten sie in einer Wiener Synagoge und zogen nach Italien, wo Ida Halpern ihre Dissertation beendete. Georg verlor seine Stelle und das Paar kehrte nach einem Jahr nach Wien zurück. Da Georg keine Arbeit fand, musste sich das Paar entscheiden, wo sie sich niederlassen wollten. Das Paar überlegte sich nach Palästina zu gehen, entschied sich dann jedoch für Buenos Aires, wo Ida einen Onkel hatte. Das Paar lernte Spanisch, als am 12. März 1938 die Nazis in Österreich einmarschierten. Ihnen war klar, dass wegen ihrer jüdischer Abstammung ihr Leben bedroht war. Sie versuchten nacheinander Visa für Argentinien, Chile und Australien zu erhalten, hatten aber kein Glück. Sobald Ida Halpern 1938 ihre Dissertation verteidigt und ihren Doktor in Musikwissenschaft erhalten hatte, floh das Paar nach Shanghai. Das nicht nur, weil das einer der wenigen Orte in der Welt war, für den man kein Visum brauchte, sondern auch, weil Georg Halperns ältere Schwester Fanny G. Halpern dort Neurologie und Psychiatrie am National Medical College unterrichtete. Shanghai hatte wegen des Zweiten Japanisch-Chinesischen Krieges seine eigenen Schwierigkeiten. Darum mussten die Halperns nach kurzem Arbeitsaufenthalt an der Universität Shanghai nach Kanada aufbrechen. Sie wurden von Robert D. Murray unterstützt, Filialleiter der Chartered Bank of India, Australia and China in Shanghai. Dieser sprach für sie mit Frederick Winslow Taylor, der zu der Zeit District Superintendent für Einwanderung war. Schließlich erhielten sie Touristen-Visa. Die Halperns buchten das nächste Schiff und reisten am 24. Juli 1939 mit der Empress of Asia ab.
Im August 1939 trafen sie in Vancouver ein. Da sie keine Landwirte waren (die Ausbildung, die die kanadische Regierung zu der Zeit für die meisten Einwanderer forderte), und die Einwanderungsbehörde wegen 1.000 Pfund misstrauisch waren, dass sich die Halperns bei Robert D. Murray für die Überfahrt geliehen hatten, war ihre Situation zu dieser Zeit prekär. Deutschland befand sich inzwischen im Krieg mit Kanada und die Halperns konnten nicht mit ihren Angehörigen kommunizieren. Murray traf sich mit der Einwanderungsbehörde und versicherte, dass das Geld in gutem Glauben verliehen wurde. Die Halperns durften bleiben. Sie ließen sich in British Columbia nieder und machten Vancouver zu ihrem Zuhause. 1944 erhielt Ida Halpern die kanadische Staatsbürgerschaft.
Bei ihrer Ankunft in Kanada war Ida Halpern die erste Frau im Land mit einem Doktor in Musikwissenschaft. Sie konnte langsam eine Karriere in der Musik aufbauen. Im Herbst 1940 eröffnete sie ihr eigenes Musikstudio, wo sie Klavierunterricht geben konnte. Sie nahm jede sich bietende Gelegenheit wahr und schließlich konnte sie von 1940 bis 1961 einen Fernkurs zu den Grundlagen der Musik an der University of British Columbia geben. Sie unterrichtete damit die erste Klasse für Musikverständnis der Universität und 1964 bis 1965 die erste Klasse in Ethnomusikwissenschaft. Während ihrer Zeit in Vancouver wurde sie ein aktiver Teil von deren Musikszene. 1948 war sie Mitgründerin der Kammermusikfreunde (englisch The Friends of Chamber Music) und bis 1952 deren Präsidentin, Programmchefin 1951 bis 1958 und Ehrenpräsidentin von 1952 bis zu ihrem Tod 1987. Ida Halpern trat in Radio-Shows und TV-Diskussionen auf und war 1952 bis 1961 Musikkritikerin der The Province. 1958 wurde sie Direktorin der Metropolitan Opera National Council Auditions (Gesangswettbewerben der New Yorker Metropolitan Opera) in Westkanada und förderte die Karriere einiger Talente, darunter Judith Forst, Ermanno Mauro und Perry Price. Von 1960 bis 1962 war sie Präsidentin von Vancouvers Frauenmusikclub (englisch Vancouver Woman’s Musical Club).
Ida Halpern fand großes Interesse an der Musik der First Nations der kanadischen Ostküste und meinte, dass die Volksmusik die Lücke zwischen so genannter „primitiver“ Musik und der Musik als Kunst schloss. Sie starb 1987 in Vancouver.

## Forschung
Ida Halpern ist vor allem für ihre Arbeit mit den Völkern der First Nations von British Columbia bekannt. Sie nahm deren Musik auf, transkribierte sie und dokumentierte, wie sie verwendet wurde. Zunächst richtete sich ihr Interesse nicht im Besonderen auf die Musik der First Nations. In ihrem Einwanderungseintrag steht sogar, dass sie die Musik der kanadischen Landwirte erforschen würde. Nach der Aufführung der ersten Oper der Ureinwohner der Ostküste verstand Ida Halpern, dass die Kanadier überwiegend keine Ahnung von der Musik der Ureinwohner hatten. Sie wollte unbedingt, dass die kanadische Musik ihre eigene Stimme auf der Weltbühne finden sollte.

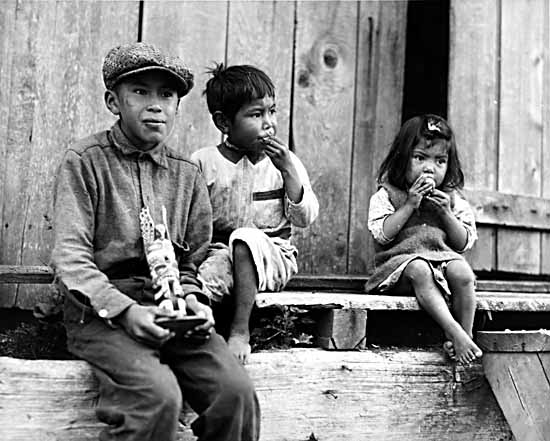
Nuu-chah-nulth-Kinder 1930 Friendly Cove, British Columbia

Ida Halpern initiierte für ihre Zeit bahnbrechende Forschung. Sie begann und betrieb den Hauptteil ihrer Feldforschung zu einer Zeit, als es tatsächlich illegal für die First Nations war, ihre Kultur auszuüben. Nur wenig wurde überliefert. Es dauerte bis 1947, bis Ida Halpern wirklich beginnen konnte, Ethnomusikwissenschaft zu betreiben. Als sie zu sammeln anfing, wurde weithin angenommen, dass „Indianer“ keine Musik hätten. „Es dauerte sechs Jahre intensiver Kontakte, bevor ich den Indianern erfolgreich klar machen konnte, dass sie mir ihre alten authentischen Lieder vorsingen sollten“ schrieb sie. In vielen Fällen waren diese Volkslieder sehr persönlich und in einigen Fällen so heilig, dass sie von den nicht Initiierten nicht gehört werden durften. Deswegen waren die First Nations nicht bereit, ihre Lieder irgendwem herzugeben. Ida Halpern musste eng mit ihnen zusammenarbeiten und mit der Zeit ihr Vertrauen gewinnen. In dieser Zeit der Zusammenarbeit mit den Ureinwohnergruppen – vor allem den Kwakwaka'wakw, den Nuuchahnulth, den Haida, den Nuxalk und den Küsten-Salish – sammelte sie mehr als 500 Volkslieder, von denen viele von der Folkways Ethnic Library auf Schallplatten verfügbar gemacht wurden. Acht Platten wurden insgesamt veröffentlicht, jeweils als Doppel-Langspielplatte in den Jahren 1967, 1974, 1981 und zuletzt 1986. Ihren ersten Erfolg hatte sie 1947 mit Chief Billy Assu von den Kwakwaka'wakw. Die jüngeren Generationen, die normalerweise diese Kultur erben würden, wandten sich immer mehr dem westlichen Lebensstil zu. Deswegen nahmen sie sich nicht die Zeit, die kulturellen Lieder zu lernen. Es heißt, dass, sobald Assu verstand, dass seine Musik mit ihm sterben würde, er Ida Halpern „einhundert Lieder“ anbot. Nachdem Ida Halpern über 80 von Chief Billy Assus Volksliedern aufgenommen hatte, half ihr der Künstler und Komponist Mungo Martin, der auch ein Kwakwaka'wakw war. Mit ihm nahm sie weitere 124 Lieder auf. Weitere Künstler, mit denen Ida Halpern arbeitete, waren George Clutesi, Dan Cranmer und Stanley Hunt. Als ihre Sammlung größer wurde, untersuchte sie sie und tat ihr Bestes, zu teilen, was sie gelernt hatte, obgleich das die Arbeit beeinträchtigte, die sie immer noch an der Universität leistete.
Ihre Arbeiten wurden gelegentlich wegen ihres „kulturellen Materials“ kritisiert. Insbesondere enthalten einige ihrer Covertexte Tippfehler, unvollständige Informationen oder falsche Angaben zum Eigentümer des Liedes. Es ist jedoch weithin anerkannt, dass ihre musikalischen Beschreibungen weit gehend fehlerfrei waren. Sie begann die Tatsache zu untersuchen, dass die Musik der Ureinwohner signifikant verschieden zur europäischen Musik war, und das das Hören mit „westlichen“ Ohren kein vollständiges Verstehen ermöglichte. Um die Musik zu verstehen, die sie aufgenommen hatte, „musste sich Halpern von den Standardkonzepten und -strukturen der westlichen Musik und Notation befreien. Um den Beat zu analysieren, nutzte Halpern mittelalterliche Modalnotation, die betonte und unbetonte Beats verwendet. Das zeigte, dass der Beat in vorgegebenen Mustern auftritt, ähnlich zu Jambus, Daktylus, Trochäus und Anapäst.“ Wegen alldem empfand Ida Halpern großen Respekt für die Musik der Ureinwohner und sah sie als sehr wichtig an. Später konnte sie bei ihrer Arbeit Sonografie benutzen, um die Nuancen der Klänge zu messen, die in den Volkslieder verwendet wurden. Ida Halpern glaubte, dass Musik ein Marker für die Komplexität der Gesellschaft ist, die sie erschafft und dass sonografischer Daten zeigten, wie komplex diese Lieder waren.
Während Halpern zuerst und vor allem Musikwissenschaftlerin war, hing sie von den Informanten aus den First Nations ab, wenn es um kulturelle Erklärungen und Übersetzungen von dem ging, was sie aufgenommen hatte. Sie ist bekannt für die Widerlegung der Annahme, dass viele der Klänge in den Volksliedern der Ureinwohner bedeutungslose „Füllklänge“ waren. Manche waren besondere Worte, während andere mehr lautmalerisch waren. Diese standen zum Beispiel für Schmerz oder Tierlaute. Andere wiederum waren choreografische Hinweise. Anfang der 1980er Jahre hatte Ida Halpern bei den von ihr untersuchten Stücken 29 Volksliedstile identifiziert.
Trotz der Beiträge, die Ida Halpern während ihrer Karriere geleistet hatte, „klingen die Ehrungen, die Halpern erhalten hat hohl wegen der düsteren Beobachtung, dass ihre Forschungen zur Musik der First Nations in Wirklichkeit von Ethnomusikwissenschaftlern, Anthropologen und Folkloristen weithin übersehen wurden.“ Dieser Mangel könnte ihrem Forschungsstil zugeschrieben werden, der „nur vom Vergleich von Teilstücken abgeleitet war, einer österreichisch-deutschen Schule vergleichender Musikwissenschaft, die mit der verbreiteten nordamerikanischen Ethnomusikwissenschaft, Anthropologie und Folklore inkompatibel war,“ wie Kenneth Chen schreibt, ein Zusammenstoß von vier Paradigmen wegen unterschiedlichen theoretischen Hintergründen, die zu einer „unangemessenen Ausgrenzung“ Ida Halperns führten. Zusätzlich fehlt Halperns Name seltsamerweise in der Biografie Chief Martins und in den Schriften George Clutesis, eines Künstlers, mit dem sie zusammen gearbeitet hatte. Trotz dieser Missachtung gibt es physische Beweise für ihre Arbeit. 1984 spendete Ida Halpern einen Großteil ihrer Sammlung von über 30 Aktenkisten mit schriftlichen Aufzeichnungen, Veröffentlichungen, Bewegtbildern, Tonaufnahmen und Interviews und 342 Lieder an die British Columbia Archives. Der Rest ging an die Archive der Simon Fraser University in Vancouver.
Nur wenige Werke sind online verfügbar, da viele Lieder einen starken Bezug zu Zeremonien oder Familien der First Nations haben. Sie können nur nach Voranmeldung in den British Columbia Archive angehört werden und dürfen nicht reproduziert werden.

## Ehrungen
Ida Halpern Fellowship and Award wurde ihr zu Ehren gestiftet, um die Erforschung der Musik der amerikanischen Ureinwohner der Vereinigten Staaten und Kanadas zu unterstützen.
Halpern wurde von Elisabeth II. 1957 der Order of the British Empire und 1978 der Order of Canada verliehen.
Sie erhielt 1978 ein Ehrendiplom der Simon Fraser University und 1986 einen Ehrendoktor der Musik der University of Victoria.

## Werke
- Franz Schubert in der zeitgenössischen Kritik. Doktorarbeit. Hrsg.: Universität Wien. Wien 1938.
- What is modern music? In: Pacific Northwest Library Association Quarterly. Band 2, 1947 (englisch).
- Kwa-Kiutl Indian music. In: Journal of the International Folk Music Council. Band 14, 1962 (englisch).
- Music of the BC Northwest Coast Indians. In: Peter Crossley-Holland (Hrsg.): Proceedings of the Centennial Workshop on Ethnomusicology. Victoria, British Columbia 1968 (englisch).
- On the interpretation of “meaningless-nonsensical syllables” in the music of the Pacific Northwest Indians. In: Ethnomusicology. Band 20, Mai 1976 (englisch).